# Daeqwon Plowden
Daeqwon Rayshawn Plowden (Filadelfia, 29 agosto 1998) è un cestista statunitense, di ruolo guardia e ala piccola, professionista nella NBA con i Sacramento Kings e nella G League con gli Stockton Kings.

## Carriera
Dopo aver completato la carriera universitaria con gli Bowling Green Falcons, decide di candidarsi al Draft NBA 2022, non venendo però scelto e rimanendo undrafted. Trascorre quindi i successivi due anni in NBA G League tra Birmingham Squadron, Osceola Magic e College Park Skyhawks. Dopo aver trascorso la Summer League 2024 con i Golden State Warriors, nello stesso anno esordisce in NBA con gli Atlanta Hawks, con i quali firma un two-way contract.

## Statistiche

### College
| Anno      | Squadra            | PG  | PT  | MP   | TC%  | 3P%  | TL%  | RP  | AP  | PRP | SP  | PP   |
| --------- | ------------------ | --- | --- | ---- | ---- | ---- | ---- | --- | --- | --- | --- | ---- |
| 2017-2018 | Bowling G. Falcons | 32  | 1   | 15,1 | 42,2 | 26,5 | 51,5 | 2,9 | 0,4 | 0,4 | 0,4 | 4,8  |
| 2018-2019 | Bowling G. Falcons | 34  | 25  | 21,6 | 46,2 | 37,9 | 54,5 | 4,8 | 0,4 | 0,6 | 0,9 | 6,9  |
| 2019-2020 | Bowling G. Falcons | 31  | 30  | 31,4 | 47,6 | 34,7 | 85,1 | 8,5 | 0,8 | 0,9 | 0,7 | 12,7 |
| 2020-2021 | Bowling G. Falcons | 26  | 26  | 30,0 | 44,4 | 35,6 | 72,7 | 7,8 | 1,2 | 0,9 | 0,9 | 13,4 |
| 2021-2022 | Bowling G. Falcons | 31  | 31  | 30,6 | 41,4 | 35,6 | 79,2 | 6,8 | 1,1 | 0,9 | 1,2 | 15,7 |
| Carriera  | Carriera           | 154 | 113 | 25,4 | 44,3 | 34,6 | 73,2 | 6,1 | 0,8 | 0,7 | 0,8 | 10,5 |

### NBA

#### Regular season
| Anno      | Squadra       | PG | PT | MP   | TC%  | 3P%  | TL% | RP  | AP  | PRP | SP  | PP  |
| --------- | ------------- | -- | -- | ---- | ---- | ---- | --- | --- | --- | --- | --- | --- |
| 2024-2025 | Atlanta Hawks | 6  | 0  | 12,0 | 64,0 | 52,9 | 100 | 1,8 | 0,3 | 0,0 | 0,0 | 7,2 |
| Carriera  | Carriera      | 6  | 0  | 12,0 | 64,0 | 52,9 | 100 | 1,8 | 0,3 | 0,0 | 0,0 | 7,2 |

### G League

#### Regular season
| Anno      | Squadra        | PG  | PT | MP   | TC%  | 3P%  | TL%  | RP  | AP  | PRP | SP  | PP   |
| --------- | -------------- | --- | -- | ---- | ---- | ---- | ---- | --- | --- | --- | --- | ---- |
| 2022-2023 | Birm. Squadron | 42  | 10 | 22,0 | 41,5 | 33,3 | 75,5 | 3,4 | 1,3 | 0,7 | 0,3 | 8,3  |
| 2023-2024 | Osceola Magic  | 49  | 12 | 25,5 | 47,2 | 39,7 | 79,7 | 4,2 | 1,3 | 0,9 | 0,7 | 11,9 |
| 2024-2025 | C.P. Skyhawks  | 43  | 32 | 31,7 | 40,4 | 32,7 | 87,7 | 4,3 | 1,7 | 1,1 | 0,8 | 15,0 |
| Carriera  | Carriera       | 134 | 54 | 26,4 | 43,0 | 35,4 | 81,9 | 4,0 | 1,4 | 0,9 | 0,6 | 11,8 |

#### Play-off
| Anno     | Squadra       | PG | PT | MP   | TC%  | 3P%  | TL% | RP  | AP  | PRP | SP  | PP  |
| -------- | ------------- | -- | -- | ---- | ---- | ---- | --- | --- | --- | --- | --- | --- |
| 2024     | Osceola Magic | 1  | 0  | 18,5 | 28,6 | 25,0 | 100 | 6,0 | 0,0 | 0,0 | 2,0 | 7,0 |
| Carriera | Carriera      | 1  | 0  | 18,5 | 28,6 | 25,0 | 100 | 6,0 | 0,0 | 0,0 | 2,0 | 7,0 |